# لامین

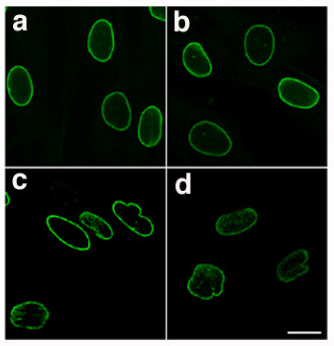
بررسی فیبروبلاست‌های پوستی با میکروسکوپ هم-کانونی از محیط کشت اولیه‌ای از کنترل (a و b) و آزمودنی دچار HGPS (c و d). نشان‌گذاری با کمک پادتن‌های A/C صورت پذیرفته. به پوشش هسته‌ای نامظم در بسیاری از فیبروبلاست‌های آزمودنی توجه کنید.

لامین‌ها (به انگلیسی: Lamins)، که به آن لامین‌های هسته‌ای نیز گفته می شود، پروتئین‌های الیافی موجود در رشته‌های میانی نوع 5 اند که در هسته سلول، عملکرد ساختاری و تنظیم رونویسی دارند. لامین‌های هسته‌ای با پروتئین‌های غشاء درون-هسته‌ای، جهت تشکیل لامینای هسته‌ای روی قسمت داخلی پوشش هسته‌ای، برهم‌کنش دارند. لامین‌ها خواص کشسانی و حساس-مکانیکی دارند و قادرند با تنظیم ژنتیکی، پاسخ پس-خوردی در مقابل محرک‌های مکانیکی از خود بروز دهند. لامین‌ها در تمام جانوران حضور دارند، اما در ریزاندامگان، گیاهان یا قارچ‌ها وجود ندارند. پروتئین‌های لامینی در سوا کردن (جدا کردن) و بازشکل دادن به پوشش هسته‌ای طی میتوز، قرار دادن منافذ هسته‌ای در موقعیت مناسب، و مرگ سلولی برنامه ریزی شده دخیلند. جهش در ژن‌های لامین ممکن است منجر به اختلالات ژنتیکی (به نام لامینوپاتی‌ها یا آسیب‌های لامینی) گردد که حتی ممکن است کشنده باشد.